# Кришна (округ)
Округ Крішна (тел. కృష్ణా జిల్లా; гінді कृष्णा ज़िला; англ. Krishna district) — округ на сході індійського штату Андхра-Прадеш. Адміністративний центр — місто Мачиліпатнам.
Утворений в 1859 році з частин територій округів Мачіліпатнам і Ґунтур. Площа округу — 8727 км ².

## Населення
За даними Всеіндійської перепису 2011 року населення округу становило 4 517 398 осіб. Рівень грамотності дорослого населення становив 68,8%, що вище середньоіндійського рівня (59,5%). Частка міського населення становила 32,1%.